# Torneo Argentino A
Het Torneo Argentino A is een van de twee competities op het derde niveau van het voetbal in Argentinië.
In het Torneo Argentino A spelen clubs die niet uit de provincies Buenos Aires en Santa Fe komen. De clubs uit die provincies spelen in de  Primera B Metropolitana. De competitie wordt door de Argentijnse voetbalbond georganiseerd. Er wordt in drie zones gespeeld en de bovenste drie teams uit iedere poule spelen een play-off om het kampioenschap. De kampioen promoveert naar de Primera B Nacional en overigen spelen een play-off waarvan de winnaar promotie-degradatiewedstrijden tegen een team uit de Primera B Nacional mag spelen.

## Uitslagen
| Seizoen       | Kampioen(en)                                   | Gepromoveerde clubs                                                                   |
| ------------- | ---------------------------------------------- | ------------------------------------------------------------------------------------- |
| 1995–96       | Juventud Antoniana                             | Juventud Antoniana Aldosivi Chaco For Ever Cipolletti Gimnasia y Esgrima (CdU) Olimpo |
| 1996–97       | Almirante Brown (Arrec.) San Martín de Mendoza | Almirante Brown (Arrec.) San Martín de Mendoza                                        |
| 1997–98       | Gimnasia y Esgrima (CdU) Juventud Antoniana    | Gimnasia y Esgrima (CdU) Juventud Antoniana                                           |
| 1998–99       | Racing (Cba.) Independiente Rivadavia          | Racing (Cba.) Independiente Rivadavia Villa Mitre                                     |
| 1999–00       | General Paz Juniors                            | General Paz Juniors                                                                   |
| 2000–01       | Huracán (TA)                                   | Huracán (TA)                                                                          |
| 2001–02       | Comisión de Actividades Infantiles             | Comisión de Actividades Infantiles                                                    |
| 2002 Apertura | Racing (Cba.)                                  | Tiro Federal                                                                          |
| 2003 Clausura | Tiro Federal                                   | Tiro Federal                                                                          |
| 2003 Apertura | Racing (Cba.)                                  | Racing (Cba.)                                                                         |
| 2004 Clausura | Atlético Tucumán                               | Racing (Cba.)                                                                         |
| 2004 Apertura | Ben Hur                                        | Ben Hur Aldosivi                                                                      |
| 2005 Clausura | Aldosivi                                       | Ben Hur Aldosivi                                                                      |
| 2005 Apertura | Villa Mitre                                    | Villa Mitre San Martín de Tucumán                                                     |
| 2006 Clausura | San Martín de Tucumán                          | Villa Mitre San Martín de Tucumán                                                     |
| 2006 Apertura | Desamparados                                   | Independiente Rivadavia                                                               |
| 2007 Clausura | Guillermo Brown                                | Independiente Rivadavia                                                               |
| 2007–08       | Atlético Tucumán                               | Atlético Tucumán                                                                      |
| 2008–09       | Boca Unidos                                    | Boca Unidos                                                                           |
| 2009–10       | Patronato                                      | Patronato                                                                             |
| 2010–11       | Guillermo Brown                                | CS Desamparados                                                                       |